# Home Sweet Home
«Home Sweet Home» — пісня американського рок-гурту Motley Crue.

## Версія Керрі Андервуд
«Home Sweet Home» — пісня, записана американською кантрі-співачкою Керрі Андервуд. Кавер-версія була записана 2009 року як прощальна пісня учасникам 8-го сезону реаліті-шоу American Idol. Сингл вийшов 10 березня 2009. 19 травня 2009 Андервуд виконала пісню вживу на сцені фіналу 8-го сезону American Idol.
Пісня була включена у розширене видання платівки «Play On» ексклюзивно для Австралії та Нової Зеландії.

### Список композицій
| #  | Назва             | Тривалість |
| -- | ----------------- | ---------- |
| 1. | «Home Sweet Home» | 3:38       |

### Чарти
На тижні від 28 березня 2009 пісня «Home Sweet Home» посіла 21 місце чарту Billboard Hot 100 і 52 місце чарту Billboard Hot Country Songs. Пісня зайняла 10 місце чарту Billboard Hot Digital Songs та 33 місце канадського чарту Canadian Hot 100.
| Чарт (2009)                      | Місце |
| -------------------------------- | ----- |
| Canadian Hot 100                 | 33    |
| U.S. Billboard Hot 100           | 21    |
| U.S. Billboard Hot Country Songs | 52    |
| U.S. Billboard Hot Digital Songs | 10    |

### Продажі
- США: 288,000[1]